# Pedro de Colmenares
Pedro de Colmenares (Andalucía, 1508 - Colombia 1563) fue un conquistador español que participó en la conquista de la actual Colombia. Fue alcalde de Bogotá.

## Biografía
Nació en 1508, en Andalucía, España. Se casó con María de La Nava y Olivares y Coalla en 1536, en Diócesis de Segovia, España, tuvieron 2 hijos. Participó en la Conquista de la actual Colombia junto a Hernán Pérez de Quesada. En 1541, fue contador de la Real hacienda del Nuevo Reino de Granada y Alcalde de Bogotá en 1547. Murió aproximadamente 1563, en Colombia, a la edad de 56 años.